# Karen Wetterhahn
Karen Wetterhahn (Plattsburgh, 16 ottobre 1948 – Lyme, 8 giugno 1997) è stata una chimica statunitense, docente presso il Dartmouth College, esperta in metalli tossici. La sua morte, avvenuta in seguito a un'esposizione accidentale al dimetilmercurio, ha dato il via a un processo di revisione delle raccomandazioni sulla sicurezza nella manipolazione di composti altamente tossici.

## Biografia
Karen Wetterhahn nasce a Plattsburgh, New York da Betty (Mary) (Clayton, New York 7 marzo 1921 – Winter Haven, Florida 7 dicembre 2013) e Gustave Wetterhahn. Nel 1970 si laurea con lode presso la St. Lawrence University mentre nel 1975 consegue il dottorato di ricerca in chimica inorganica e biochimica fisica presso la Columbia University. Nel 1976, dopo un tirocinio di un anno presso l'istituto per la ricerca sul cancro della Columbia University, diventa la prima docente donna della facoltà di Chimica del Dartmouth College e giunge a ricoprire la cattedra "Albert Bradley Third Century Professor in the Sciences".
Nel 1990 è stata cofondatrice presso il Dartmouth College del Women in Science Project (WISP), un progetto che ha lo scopo di creare dei tirocini di ricerca per le donne iscritte al primo anno dei corsi di Scienze, insieme ad altri programmi di sostegno scolastico e professionale, che ha contribuito ad aumentare la percentuale di donne laureate in ambito scientifico al Dartmouth College dal 13 al 25% e che è diventato un modello nazionale. Ha ricoperto diversi ruoli amministrativi, tra cui quello di preside dei corsi di laurea magistrali nel 1990, preside associato della facoltà di Scienze (1990-1994) e preside incaricato della facoltà di Arti e Scienze (1995), risultando determinante nella crescita dei corsi di laurea scientifici.
È autrice di più di 85 pubblicazioni e ha seguito presso il suo laboratorio le attività di ricerca di oltre 50 studenti per il bachelor, 20 per la laurea magistrale e 14 assegnisti post-dottorato.

## Attività scientifica
Esperta internazionalmente riconosciuta nel campo dei metalli tossici, si occupava in particolare degli effetti dei metalli pesanti (principalmente cromo e nichel) sui sistemi viventi, specialmente del modo in cui vengono metabolizzati all'interno della cellula e del loro ruolo nel causare il cancro. Uno dei suoi lavori ha permesso di determinare il meccanismo attraverso il quale il cromo danneggia il DNA e favorisce lo sviluppo del cancro. Secondo Brooke Martin, suo studente di dottorato, Wetterhahn ha "stabilito uno dei maggiori paradigmi nella tossicologia del cromo" in quanto ha scoperto che il meccanismo d'azione del cromo all'interno della cellula non avviene in un solo stadio bensì in due, ovvero l'assorbimento (uptake) del cromo esavalente e la sua riduzione (reduction) da parte di alcuni componenti cellulari a forme a più basso numero di ossidazione che reagiscono con il DNA, l'RNA e le proteine provocando delle alterazioni; questo modello è stato definito come "uptake-reduction model".
Nel 1995 ha ricevuto dal National Institute of Environmental Health Sciences il più grande finanziamento della storia del Dartmouth College, pari a 7 milioni di dollari, per dare vita a un programma di ricerca sugli effetti dei metalli pesanti (il Dartmouth Toxic Metals Superfund Research Program) che abbraccia diverse aree scientifiche, dalla tossicologia alla biologia degli ecosistemi lacustri e dalla biochimica all'epidemiologia e che riunisce scienziati afferenti, oltre che al Dartmouth College, anche alla Dartmouth Medical School e al Veterans Affairs Medical Center di White River Junction. L'approccio interdisciplinare alla ricerca caratterizza Wetterhahn che ha affermato: "Se devo studiare la cinetica biofisica o qualunque altra cosa per capire il problema, lo farò".
L'interesse per il mercurio è nato solamente nell'ultimo periodo della sua vita quando, durante un periodo sabbatico, ha iniziato a collaborare con il suo ex supervisore di dottorato Stephen Lippard e con un laureando del Massachusetts Institute of Technology, Jonathan Wilker, nello studio dei siti attivi delle proteine attraverso la risonanza magnetica nucleare. Una volta tornata al lavoro, Wetterhahn ha deciso di preparare uno standard contenente mercurio per calibrare lo strumento. Consultate le schede di sicurezza, lei e il collega Kent Sugden hanno deciso di evitare l'uso del dimetilmercurio perché troppo tossico e così hanno preferito utilizzare una soluzione di cloruri del mercurio, anch'essi tossici ma meno volatili e assorbibili attraverso la pelle. La registrazione dello spettro di una proteina con mercurio a essa legato non ha dato i risultati che la Wetterhahn si aspettava e quindi ha ipotizzato che lo standard preparato fosse poco accurato oppure che il mercurio non si fosse legato alla proteina nel modo in cui pensava. Wetterhahn ha deciso allora di preparare un nuovo standard utilizzando questa volta il dimetilmercurio e nei giorni successivi lei e Wilker, giunto da Cambridge, hanno registrato lo spettro sia dello standard sia delle proteine oggetto della ricerca. Lo spettro registrato utilizzando il dimentilmercurio non è risultato essere significativamente diverso rispetto allo standard preparato con il metodo precedente.

## Incidente
Il 14 agosto 1996 (la data esatta è stata stabilita attraverso la lettura dei quaderni di laboratorio e delle date apposte sui contenitori utilizzati) Wetterhahn stava studiando la modalità con cui gli ioni del mercurio interagiscono con le proteine coinvolte nella riparazione del DNA e stava utilizzando il dimetilmercurio come materiale di riferimento standard per l'isotopo 199Hg in misure di risonanza magnetica nucleare (NMR).
Wetterhahn ha ricordato che una o più gocce di dimetilmercurio sono cadute dalla punta di una pipetta al dorso della sua mano sinistra, protetta da un guanto in lattice monouso, durante il trasferimento di una piccola quantità di composto dalla fiala in cui viene commercializzato (raffreddata da parte del un suo collega David Lemal in un bagno a ghiaccio prima di essere aperta così da diminuirne la volatilità) a un tubo per NMR. Non pensando di essere in pericolo si limitò a ripulire l'area di lavoro prima di sostituire il guanto contaminato. Tuttavia, il dimetilmercurio può permeare i guanti in lattice e penetrare nell'organismo attraverso la pelle in circa 15 secondi. L'esposizione a questo composto è stata successivamente confermata da un test effettuato sui capelli che ha evidenziato un notevole incremento dei livelli di mercurio 17 giorni dopo l'incidente iniziale, con un picco a 39 giorni e seguito da una graduale e lenta diminuzione.
Circa tre mesi dopo l'esposizione, Wetterhahn ha cominciato a soffrire di brevi episodi di disturbi addominali, diarrea e nausea, accompagnati da una significativa perdita di peso (6,8 chilogrammi in due mesi). Il 20 gennaio 1997 venne ricoverata in ospedale in seguito all'aggravarsi dei sintomi neurologici che in pochi giorni passarono dall'intorpidimento e formicolio in entrambi gli arti inferiori oltre a frequenti perdite dell'equilibrio fino a difficoltà nel camminare, nel vedere, nel parlare e nell'udire che sono i sintomi maggiormente distintivi di un avvelenamento da mercurio. A questo punto vennero effettuati dei test che confermarono una intossicazione debilitante da mercurio: il livello di mercurio nel sangue era pari a 4 000 microgrammi per litro, 20 volte la soglia di tossicità (200 μg/L), mentre il contenuto di mercurio nelle urine era di 234 microgrammi per litro (50 μg/L).
Venne intrapresa immediatamente un'aggressiva terapia chelante con DMSA (succimer) che inizialmente diede ottimi risultati, portando la quantità di mercurio eliminata attraverso le urine nelle 24 ore da 257 a 39800 μg, tuttavia le sue condizioni peggiorarono rapidamente. Tre settimane dopo la comparsa dei primi sintomi neurologici, il 6 febbraio, Wetterhahn cade in quello che sembrava uno stato vegetativo alternato a periodi di estrema agitazione e pianto. Diane Stearns, assegnista di ricerca che all'epoca lavorava con Wetterhahn, ha affermato: "Sono andata a vederla ma non era il tipo di coma che mi sarei aspettata. Si stava dimenando. Suo marito ha visto delle lacrime scendere lungo il suo viso. Ho chiesto se stesse sentendo dolore. I medici hanno detto che non sembrava che il suo cervello potesse nemmeno registrare il dolore".
In seguito alla sospensione del supporto vitale, Wetterhahn morì l'8 giugno 1997, meno di un anno dopo l'esposizione accidentale, lasciando il marito Leon Webb e i figli Charlotte (13 anni) e Leon Ashley (15 anni). L'autopsia evidenziò danni cerebrali, soprattutto alla corteccia cerebrale, con necrosi dei neuroni e gliosi; il contenuto di mercurio nel cervello è risultato essere sei volte maggiore rispetto a quello nel sangue.
Watterhahn, prima di entrare in coma, ha chiesto che il suo caso venisse presentato alla comunità medica, agli scienziati impegnati in ricerche che fanno uso di mercurio e ai tossicologi, affinché in futuro si potessero evitare ulteriori incidenti come questo.
In precedenza alla morte di Wetterhahn, altri due casi di decessi per avvelenamento da dimetilmercurio erano stati documentati: nel 1865 due assistenti di laboratorio inglesi morirono diverse settimane dopo aver partecipato alla prima sintesi del dimetilmercurio e nel 1972 un chimico cecoslovacco di 28 anni morì dopo aver sintetizzato 6 chilogrammi di composto.

## Conseguenze
La morte di Karen Wetterhahn ha scosso non solo l'intero dipartimento di chimica del Dartmouth College ma anche le agenzie di regolamentazione dato che l'esposizione accidentale è avvenuta nonostante ella avesse adottato tutte le precauzioni di sicurezza note a quel tempo e che comprendeva l'uso di guanti in lattice e la cappa aspirante. I colleghi di Wetterhahn hanno testato la permeazione del dimetilmercurio attraverso diverse tipologie di guanti protettivi e hanno scoperto che la piccola molecola apolare si diffonde attraverso la maggior parte di essi in pochi secondi. Attualmente, per la manipolazione del dimetilmercurio e di altri composti tossici con proprietà chimico-fisiche simili è previsto che s'indossino guanti in plastica laminata altamente resistenti e flessibili e, come ulteriore barriera protettiva, anche degli spessi guanti a manica lunga di neoprene o nitrile.
Si è cercato di diminuire l'utilizzo del dimetilmercurio come standard di calibrazione nella spettroscopia NMR, nonostante presenti diversi vantaggi rispetto alle altre alternative esistenti.
Il Dartmouth College ha istituito un premio in ricordo di Karen per incoraggiare altre donne a intraprendere una carriera scientifica così come anche il National Institute of Environmental Health Sciences. In quest'ultimo caso il premio è assegnato annualmente a un laureato o a un ricercatore post-dottorato.